# سامسونگ گلکسی اس پلاس
سامسونگ گلکسی اس پلاس (به انگلیسی: Galaxy S Plus I9001) یک گوشی هوشمند از شرکت سامسونگ است که در آوریل سال ۲۰۱۱ معرفی شد، این گوشی شباهت‌های بسیاری به مدل نخستین خود یعنی گالکسی اس دارد، با این تفاوت که از چیپست متفاوت و همینطور پردازنده‌ای قوی‌تر ۱٫۴GHz ای بهره می‌برد.
سامسونگ با سفارشی‌سازی و ارتقاء سیستم عامل اندروید آن به نسخه ۲٫۳ و استفاده از چیپست Qualcomm MSM 8255 T (حرف T در اینجا به آن معنا است که از Vanilla MSM ۸۲۵۵ که در گوشی‌های آندروید دیده می‌شود سریعتر است) به همراه پردازنده ۱٫۴GHz ای آن سرعت این گوشی را نزدیک به ۴۰٪ افزایش داده و نیز عملکرد آن را نسبت گالکسی اس بهبود داده است در عین حال با شتاب دهنده گرافیکی Adreno ۲۰۵ در گالکسی اس پلاس به جای PowerVR SGX۵۴۰ که در مدل نخستین گالکسی اس استفاده شده‌است عملکرد گرافیکی آن نیز بهبود پیدا کرده باشد و همچنین باتری این گوشی یک باتری ۱۶۵۰ میلی آمپری است که تا ۱۰٪ انرژی بیشتری نسبت به نسخه ی قبلی در اختیار کاربران قرار می‌دهد.

## ویژگی‌های گالکسی اس پلاس
- پشتیبانی از چهار باند GMS و ۳ باند از ۳G
- پشتیبانی از HSDPA با سرعت ۱۴٫۴ مگابیت بر ثانیه و پشتیبانی از HSUPA با سرعت ۵٫۷۶ مگابیت بر ثانیه
- صفحه نمایش ۴ اینچی لمسی خازنی از نوع Super AMOLED با قابلیت نمایش ۱۶ میلیون رنگ و رزولوشن ( ۸۰۰×۴۸۰)WVGA پیکسل و PenTile Matrix
- دارای ضخامت نازک ۹٫۹ میلی‌متری
- سیستم عامل آندروید ۲٫۳٫۳ به همراه رابط سفارشی‌سازی شده TouchWiz ۳٫۰
- پردازنده ی ۱٫۴GHz ، شتاب دهنده ی گرافیکی Adreno ۲۰۵(که از SGX540 قویتر است) و تراشه Qualcomm MSM 8255 T
- رم ۵۱۲ مگابایت
- دارای ۸ گیگابایت حافظه به صورت داخلی و درگاه MicroSD که قابلیت ارتقا تا ۳۲ گیگابایت را دارا است .
- دوربین ۵ مگاپیکسلی با قابلیت فوکوس اتوماتیک ، با قابلیت تشخیص لبخند و تشخصی چهره
- ضبط ویدئویی HD 720p با نرخ ۳۰ فریم بر ثانیه
- پشتیبانی از Wi-Fi ۸۰۲٫۱۱ b/g/n
- گیرنده ی GPS با پشتیبانی از AGPS و قطب نمای دیجیتالی
- پورت MicroUSB با امکان شارژ کردن گوشی از طریق این پورت ، بلوتوث استیرو ورژن ۳
- دارای رادیو موج FM با RDS
- باتری Li-Ion با ۱۶۵۰ میلی آمپر
- سنسورهای مجاورت و شتاب سنج
- ویرایشگر اسناد آفیس و نصب بودن پیش‌فرض File Manager و پیش‌بینی کلمات ورودی
- دوربین ثانویه جهت مکالمات تصویری
- پشتیبانی کامل از فلش در مرورگر وب

## نقاط ضعف گالکسی اس پلاس
- عدم تعبیه فلاش دوربین
- عدم تعبیه کلید شاتر اختصاصی برای دوربین
- بدنه ی تمام پلاستیکی که اثرات انگشت و لکه‌ها را به خود جذب می‌کند